# Le Père Milon
Le Père Milon est une nouvelle de Guy de Maupassant, parue initialement le 22 mai 1883.

## Historique
La nouvelle Le Père Milon est initialement parue dans la revue Le Gaulois du 22 mai 1883, puis dans le recueil homonyme publié à titre posthume en 1899.

## Résumé
Durant la Guerre franco-prussienne de 1870, l’état-major prussien s’est établi dans la ferme du père Milon. Des uhlans disparaissent régulièrement le soir ou durant la nuit et sont retrouvés morts le lendemain au réveil. Un matin, le père Milon porte une balafre au visage. Les officiers prussiens font le rapprochement avec deux uhlans retrouvés éventrés aux premières heures du jour. Un conseil de guerre est réuni. Le colonel prussien interroge le père Milon et celui-ci raconte comment il est facilement parvenu à ses fins : il a d'abord tué un uhlan isolé en le décapitant d’un coup de faux, puis la nuit venue et ayant revêtu l’uniforme du premier, il s'est fait passer pour un uhlan blessé et a pu ainsi en tuer quinze autres. Il a tué pour venger son fils, soldat mort au début de la guerre, venger son père mort dans un précédent conflit et se venger lui-même des occupants qui lui prennent ses récoltes. Les Prussiens lui donnent une chance de sauver sa vie, mais il leur crache dessus. Ils le fusillent sur le champ.

## Adaptations
La nouvelle est adaptée au cinéma dans film muet français homonyme de Firmin Gémier et Henry Houry, sorti en 1909.

## Éditions
- Le Père Milon dans Maupassant, Contes et Nouvelles, texte établi et annoté par Louis Forestier, éditions Gallimard, Bibliothèque de la Pléiade, 1974  (ISBN 978-2-07-010805-3).
- Le Père Milon et autres nouvelles, éditions Gallimard, Folio classique, 2003  (ISBN 2070424316 et 978-2070424313).